# Humber Pig
Humber Pig —  британский легкобронированный грузовик , используемый британской армии и полицией в 1950-1990х годах, также активно применялся во время конфликта в Северной Ирландии.

## Конструкция
Humber Pig представляет собой легкобронированный грузовик массой 4.8 т, также предусматривается установка 7,62×63 мм пулемёта Browning M1919, машина способна вмещать в себя до 6 десантников. В грузовик установлен 6-цилиндровый мощностью 120 л.с Rolls-Royce B60, который позволяет разгоняться ему до 64 км/ч.

## Варианты
- FV1601, FV1602 — невооружённые грузовики с радиостанцией.
- FV1609 — прототип 1956 года со съемной задней крышей и ветровыми стёклами.
- FV1620 — Humber Hornet, оснащённый ракетной установкой.
- Mk 2 — оснащены более тяжелой броней и тяжелыми дугами для прорыва барикад.